# Фее (льодовик)
Фее (нім. Feegletscher) — долинний льодовик довжиною в 4,7 км (станом на 2005 р.), що розташований в Пеннінських Альпах в катоні Вале (Швейцарія). У 1973 році його довжина була 5 км, а площа 7,5 км². Знаходиться на схід від масиву Мішабель, між вершинами Дом, що на півночі, і Аллалайнхорн, що на півдні.